# 郭凝鼎
郭凝鼎（？年—？年），山東汶上縣人。明朝政治人物，崇禎戊辰進士。

## 生平
天啓七年（1627年）丁卯科舉人，崇禎元年（1628年）戊辰科進士。同年官直隸任丘縣（今河北省任丘市）知縣。崇禎三年（1630年）調遵化縣知縣，因得罪權貴，被劾落職去。

## 事跡
郭凝鼎上任遵化知縣之時，遵化方於前一年為入關騷擾之清兵佔領洗劫，城市瓦礫，村落空虛。士紳前來拜謁，衣冠不整。郭凝鼎心情沉痛，力請上官發粟賑濟。郭凝鼎去職時，百姓為之罷市，刻石祭祀。